# Опперман, Карл Иванович
Граф Карл Иванович Опперман (нем. Karl Ludwig Wilhelm Oppermann; 12 (23) ноября 1766, Дармштадт — 2 (14) июля 1831, Выборг) — российский инженер-генерал, картограф и фортификатор. Участник наполеоновских войн.
Член Государственного совета, директор Инженерного и Строительного департаментов, заведующий Инженерным и Артиллерийским училищами и школой гвардейских подпрапорщиков и кавалерийских юнкеров, директор Депо карт и Гидрографического депо, почётный член Императорской академии наук.

## Начало службы
Карл Иванович Опперман по происхождению из дворянского рода герцогства Гессен-Дармштадт, родился в Дармштадте. Отец его был тайным советником и крупным сановником при дворе герцога, а мать, как предполагают исследователи, была сводной сестрой Людвига Генриха Николаи (1737—1820), в судьбе которого к тому времени уже наметился отчётливый «русский след». Благодаря отцу Карл Опперман получает прекрасное инженерное и математическое образование вкупе с языками — французским, латынью и греческим.
В 1779 году поступил в гессенскую армию и в 1783 году получил звание инженер-капитана. В том же году он задумывает переезд в Россию, поскольку в это время дядя Карла Оппермана, вышеупомянутый Людвиг Генрих Николаи, давно и основательно живёт в России, занимая высокие должности при дворе наследника Павла Петровича и пользуясь необычайным доверием его и супруги Марии Федоровны.
На прошение Карла Оппермана принять его в русское подданство императрица Екатерина II отвечает согласием, и 12 октября 1783 года он вступил на службу в чине поручика Инженерного корпуса. В России Опперман прежде всего усердно принимается за изучение русского языка, которым впоследствии овладевает в совершенстве.
Участник русско-шведской войны 1788—1790 годов. Участвовал почти во всех морских сражениях, включая знаменитое Выборгское морское сражение 1790 года. Способствовал разгрому шведского флота в битве под Роченсальмом в 1789 году, построив за несколько часов укрепления береговых батарей. За отличия в бою у Бьёркезунда награждён орденом Св. Георгия 4-й степени и чином инженер-капитана.
Шведская кампания 1788—1790 годов закончилась для Карла Оппермана ранением и пленом, из которого он вернулся только в 1791 году. Пробыв некоторое время в Риге, Опперман в 1792 году «был послан в Москву с чрезвычайным поручением, откуда он вернулся…, чтобы быть отправленным в нашу армию в Польше, чем он был восхищен» (из письма баронессы Николаи 1792 года). В Польше Опперман принимает участие в нескольких сражениях с польскими конфедератами. Участник подавления Польского восстания Тадеуша Костюшко 1794 года.
В 1795 году он производится в инженер-майоры, разрабатывает проект укрепления западных границ Российской империи. В 1797 году назначается императором Павлом I состоять при собственном Его Величества Депо карт. В том же году зачислен в Инженерную экспедицию Военной коллегии и 6 марта 1798 года произведён в полковники. 3 октября 1799 года вышел в отставку с производством в инженер-генерал-майоры. 5 декабря 1800 года принят на службу в Инженерный корпус с определением в Департамент водяных коммуникаций.
По восшествии на престол императора Александра I, Опперман 15 апреля 1801 года переведён в Депо карт с причислением в Свиту Его Императорского Величества, в результате чего император Александр I ближе познакомился с Опперманом и вполне оценил его глубокие познания и опытность. В марте 1803 года командирован в Финляндию для улучшения обороноспособности приграничных крепостей. Будучи управляющим Депо карт (с 1812 года — Военного топографического депо) руководил работами по составлению «Столистовой карты» Российской империи. За эту работу, а также за составление полного атласа российских крепостей Опперман получил орден св. Анны 1-й степени.

## Наполеоновские войны
6 января 1805 года, ввиду намечавшейся войны с Наполеоном, по высочайшему повелению Опперман отправляется в Италию с секретным поручением осмотреть французские крепости. Официально исправлял должность генерал-квартирмейстера русских, английских и неаполитанских войск, действовавших в Италии против французов. В 1806—1807 годах участвовал в войне с французами в Польше и Восточной Пруссии, в составе корпуса генерала Эссена участвовал в сражениях при Острове и под Остроленкой. За выказанные в этих делах отличия был награждён орденом Св. Владимира 3-й степени.
В 1806 году находился на острове Корфу во время действий русского флота под командованием вице-адмирала Д. Н. Сенявина в Адриатическом море и затем в ноябре через Константинополь возвратился в Россию. В 1807 году, вследствие разрыва с Англией, ему поручено было привести в оборонительное состояние Кронштадт.
Во время русско-шведской войны 1808-09 руководил обновлением укреплений Выборга, Нейшлота и Тавастгуста.
Став в 1809 году инспектором Инженерного департамента Военного министерства, Опперман с обычной энергией принялся за осмотр и исправление крепостей, расположенных по западной границе, в том числе и Киевской. Руководил постройкой Бобруйской (1810 год) и Динабургской крепостей. Позже крепость в Бобруйске выдержала осаду корпуса Домбровского до конца военных действий. Армия Наполеона обложила и держала в блокаде Бобруйск несколько месяцев, но благодаря умелым действиям русского гарнизона, так и не смогла помешать князю Багратиону соединиться с частями 1-й Западной армии.
В 1810 году создал Инженерное училище на базе созданной в 1804 году в Петербурге школы инженерных кондукторов, которое в 1819 году преобразовано в Главное инженерное училище. За полезную деятельность в области фортификации Опперман награждается орденом Св. Владимира 2-й степени большого креста и производится 30 августа 1811 года в инженер-генерал-лейтенанты.
С 28 февраля 1812 года директор Инженерного департамента. В марте 1812 года был определён начальником инженерной службы 1-й Западной армии. В 1812 занимался вооружением крепостей от Риги до Киева. В октябре 1812 года назначен также состоять при Главной квартире русской армии, фактически контролировал инженерные войска (и их снабжение) действующей армии. Участвовал в сражениях 28 октября 1812 года под Вязьмой и 5—6 ноября при Красном. 3 января 1813 г. за отличия в этих сражениях был награждён орденом Святого Александра Невского.
С марта 1813 года руководил инженерными работами при осаде крепости Торн, после её капитуляции награждён орденом Св. Георгия 3-й степени. После этого был начальником Главного штаба Польской армии Беннигсена. Командовал войсками при блокаде Модлинской крепости.
С июля 1813 года начальник Главного штаба полевой армии. Принял участие в сражениях при Дрездене, Пирне, в битве под Лейпцигом, в осаде Магдебурга и Гамбурга. За многочисленные заслуги в этот период он награждается бриллиантовыми знаками ордена Св. Александра Невского и несколькими иностранными орденами.

## Послевоенная служба
По окончании войны занимался устройством Инженерного департамента, формированием сапёрных и пионерных войск и управлял строительной частью всех крепостей России.
С 1818 года Карл Опперман стал деятельным помощником великого князя Николая Павловича по управлению инженерной частью. С 20 января 1818 года генерал-инспектор по инженерной части, принимал большое участие в учреждении Главного инженерного училища.
При Николае I был членом комитета для организации строительной части и председателем комитета для улучшения воспитательной части в кадетских корпусах; заведывал также морским строительным департаментом и артиллерийским училищем. 12 декабря 1823 года произведён в инженер-генералы. В 1826 году был назначен в Верховный уголовный суд по делу декабристов.
20 декабря 1826 года стал почётным членом Российской Академии наук, был почётным членом Российского Минералогического общества. Как председатель комиссии построения Исаакиевского собора он следил за его возведением. В 1827 году Опперман — главный попечитель евангелической Петропавловской церкви в Санкт-Петербурге. В этом звании он преобразует находящееся при церкви училище Св. Петра. В том же 1827 году, Опперман стал главноначальствующим Артиллерийского училища.
С 1827 года член Государственного совета. 1 июля 1829 года получил графский титул. В том же году разработал проект перестройки Брестской крепости, строительство которой закончилось в 1842 году. Во время осады этой крепости в июне — июле 1941 года для её разрушения немецким войскам пришлось применять 1800-кг бомбы. 24 августа 1941 года крепость посетили Гитлер и Муссолини. Будучи наставником Николая I в инженерной и военной науках, сохранил с ним прекрасные отношения, что, однако, не помешало императору взыскать штраф с К. И. Оппермана за поднесённый им на утверждение проект казармы в Бобруйской крепости, обрушившейся вскоре после постройки. Сам император, как руководитель проекта, также оштрафовал себя на 580 рублей 60 копеек. В 1850 году император присвоил имя Оппермана новой оборонительной башне на реке Бобруйка.
С 1827 по 1831 годы — управляющий Строительным департаментом по морской части, член Попечительского совета Петришуле. С 1829 года почётный член Петербургской Академии наук. Следующей наградой, полученной графом Опперманом, был орден Св. Андрея Первозванного, возложенный на него 25 июля 1830 года.
В 1830 году ему было поручено составить проект реконструкции Свеаборгской крепости, граф деятельно берется за работу, но в 1831 году летом заболевает холерой, эпидемия которой разгорается в Петербурге, и умирает на 65-м году жизни. Похоронен в Петербурге на Выборгском холерном кладбище, расположенном на Куликовом поле.
6 июня 1833 года по планам Карла Ивановича Оппермана было начато строительство Брестской крепости.
За особые заслуги его фамилия выбита на медали «В память 50-летия Корпуса военных топографов».
Был женат на Каролине фон Кельхен († май 1841), дочери хирурга Ивана Захаровича фон Кельхена (1723-1810). Его старший сын, Александр Карлович Опперман, также был генералом русской армии и с отличием воевал на Кавказе; младший сын, Леонтий Карлович Опперман, с отличием участвовал в Крымской войне. Иустин Карлович Опперман был профессором Гёттингенского университета.

## Награды
- Орден Святого апостола Андрея Первозванного (25.06.1830)
- Орден Святого Георгия 3-й степени (26.04.1813)
- Орден Святого Георгия 4-й степени (22.08.1789)
- Орден Святого Владимира 1-й степени (29.01.1821)
- Орден Святого Владимира 2-й степени (25.07.1810)
- Орден Святого Владимира 3-й степени (31.12.1807)
- Орден Святого Александра Невского (29.12.1812)
- Алмазные знаки к ордену Святого Александра Невского (11.11.1814)
- Орден Святой Анны 1-й степени (19.03.1805)
- Алмазные знаки к ордену Святой Анны 1-й степени (23.10.1807)
- Орден Святой Анны 2-й степени (14.04.1799)
- Алмазные знаки к ордену Святой Анны 2-й степени (26.05.1803)
- Орден Святого Иоанна Иерусалимского, почётный командор (23.09.1799)
- Золотая шпага «За храбрость» с алмазами
- Серебряная медаль «В память Отечественной войны 1812 года»
- Медаль «За взятие Парижа» (19.03.1826)
- Знак отличия «За XL лет беспорочной службы» (22.08.1828)

Иностранные:
- датский Орден Данеброг, командор (1815)
- прусский Орден Красного орла 1-й степени (1814)
- французский Орден Почётного легиона, большой крест (25.01.1827)
- французский Орден Почётного легиона, командор (1815)
- шведский Орден Меча, большой крест (1813)

## Память
Имя Карла Опермана носит улица в Бобруйске.